# Gnesau
Gnesau est une commune autrichienne du district de Feldkirchen en Carinthie.